# فاکتور ب
فاکتور ب یا ارزش ب (به انگلیسی: b factor) یا (به انگلیسی: Debye–Waller factor) (به اختصار DWF) یک کمیت در ام آر آی و بویژه در روش تصویرگیری پخش وزنی است، و با b نشان می‌دهند.
یکای این کمیت، ثانیه بر میلیمتر مربع است. مقادیر معمول این کمیت در بافت انسانی از ۵۰۰ تا ۱۰۰۰ sec/mm2 قرار دارند.
و رابطهٔ این کمیت با سیگنال از قرار زیر است.:
S(b) = S(0)exp[-bD]
که در اینجا D ثابت خودپخشی (به انگلیسی: self-diffusion constant) نام دارد.